# Политические взгляды Владимира Ленина
Полити́ческие и филосо́фские взгля́ды Влади́мира Ильича́ Ле́нина — политические и философские убеждения лидера большевизма и основателя советского государства Владимира Ильича Ленина, определявшие его политическую, общественную и государственную деятельность.

## Историософский анализ современного ему капитализма
В своей работе «Империализм как высшая стадия капитализма (популярный очерк)», написанной в Цюрихе в 1916 году (опубликована в Петрограде в 1917 году) Ленин постулировал, что к концу XIX века капитализм в наиболее развитых странах перешёл в новую «особую историческую стадию» своего развития, которую он называл империализмом. Последний, по его мнению, есть капитализм монополистический («по своей экономической сущности»), паразитический или загнивающий («Государство-рантье есть государство паразитического, загнивающего капитализма»), а также «переходный или, вернее, умирающий капитализм». В предисловии к французскому и немецкому изданиям работы (июль 1920 года) Ленин писал: «Империализм есть канун социалистической революции пролетариата. Это подтвердилось с 1917 года во всемирном масштабе». По мнению доктора философских наук Леонида Полякова:

Сегодня многие идеи Ленина очень актуальны. Например, критика буржуазной демократии как скрытой формы диктатуры капитала. Он писал: кто владеет, тот и правит. В такой ситуации разглагольствования о власти народа — просто обман. Актуальна и ленинская теория империализма, особенно, что касается его перехода в финансовый капитализм. Это самопожирающий монстр, экономика по производству денег, которые оказываются у банкиров. Именно это и стало причиной нынешнего глобального кризиса. Почитайте Ленина, он это предсказывал.

## Политическая философия
Политическая философия Ленина ориентировалась на радикальное переустройство общества, ликвидирующее всякое угнетение, социальное неравенство. Средством такого переустройства должна была быть революция. Обобщая опыт прежних революций, Ленин разрабатывал учение о революционной ситуации и о диктатуре пролетариата как средстве защиты и развития завоеваний революции. Как и основатели марксизма, Ленин рассматривал революцию как следствие в первую очередь объективных процессов, указывая, что она не делается по заказу или по желанию революционеров. При этом Ленин внёс в марксистскую теорию положение о том, что социалистическая революция не обязательно должна произойти в наиболее развитых капиталистических странах; цепь империалистических государств может прорваться в наиболее слабом, из-за переплетения в нём множества противоречий, звене. В восприятии Ленина таким звеном была Россия в 1917 году.
Под политикой Ленин понимал прежде всего действия больших масс людей. «…Когда открытого политического выступления масс нет, — писал он, — его никакие путчи не заменят и искусственно не вызовут». Вместо свойственных другим политикам рассуждений об элитах и партиях Ленин говорил о массах и социальных группах. Он внимательно изучал жизнь разных слоёв населения, стараясь выявить изменения настроений классов и групп, соотношение их сил и т. д. На этой основе делались выводы о классовых союзах, о лозунгах дня и возможных практических действиях.
При этом Ленин отводил большую роль субъективному фактору. Он доказывал, что социалистическое сознание не возникает само собой из экономического положения пролетариата, что для его выработки нужна деятельность теоретиков, опирающихся на более широкие основания, и что это сознание нужно вносить в рабочий класс извне. Ленин разрабатывал и претворял в жизнь учение о партии как ведущей части класса, указывал на роль субъективных составляющих в революции, которые сами не возникают из революционной ситуации. В связи с этими положениями одни интерпретаторы стали говорить о существенном вкладе Ленина в марксистскую теорию, другие — о его волюнтаризме.
Ленин также высказал ряд положений, развивавших марксистскую идею об отмирании государства, чему, согласно Ленину, должна предшествовать его радикальная демократизация, включая выборность и сменяемость депутатов и чиновников, работа которых должна оплачиваться на уровне зарплаты рабочих, всё более широкое привлечение к государственному управлению представителей народных масс, с тем чтобы в конечном счёте управляли по очереди все, и управление перестало быть привилегией.

## Коммунизм, социализм и диктатура пролетариата
Согласно Ленину всякое государство носит классовый характер. В статье «Мелкобуржуазная позиция в вопросе о разрухе» (Полн. собр. соч., т. 32) В. И. Ленин писал: «В вопросе о государстве отличать в первую голову, какому классу „государство“ служит, какого класса интересы оно проводит» (С. 247). В подготовленной Лениным Программе РКП(б) было записано: «В противоположность буржуазной демократии, скрывавшей классовый характер её государства, Советская власть открыто признаёт неизбежность классового характера всякого государства, пока совершенно не исчезло деление общества на классы и вместе с ним всякая государственная власть» (С. 424). В брошюре «Письмо к рабочим и крестьянам по поводу победы над Колчаком» (Полн. собр. соч., т. 39) В. И. Ленин классовый характер государства подчёркивает самым решительным образом: «Либо диктатура (т. е. железная власть) помещиков и капиталистов, либо диктатура рабочего класса».
В Тезисах доклада о тактике РКП на III конгрессе Коммунистического Интернационала (Полн. собр. соч., т. 44) В. И. Ленин отметил: «Диктатура пролетариата означает не прекращение классовой борьбы, а продолжение её в новой форме и новыми орудиями. Пока остаются классы, пока свергнутая в одной стране буржуазия удесятеряет свои атаки на социализм в международном масштабе, до тех пор эта диктатура необходима». (С. 10) А поскольку, как подчёркивалось в Докладе о тактике РКП на III конгрессе Коммунистического Интернационала 5 июля 1921 года (Полн. собр. соч., т. 44), «задача социализма состоит в том, чтобы уничтожить классы» (С. 39), постольку период диктатуры пролетариата охватывает всю первую фазу коммунизма, то есть весь период социализма.
До построения коммунизма необходим промежуточный этап — диктатура пролетариата. Коммунизм делится на два периода: социализм и собственно коммунизм. При социализме нет эксплуатации человека человеком, но ещё нет изобилия материальных благ, позволяющего удовлетворить любые потребности всех членов общества.
Взятие власти большевиками в октябре 1917 года В. И. Ленин рассматривал как начало социалистической революции (см.,: Ленин В. И. Поли. собр. соч. Т.35. С.243, 309, 396), успех которой был для него долгое время проблематичным (см.: там же. С.96, 377—378). Объявление советской республики социалистической означало для него лишь «решимость Советской власти осуществить переход к социализму» (Ленин В. И. Поли, собр. соч. Т.36. С.295).
В 1920 году в своей речи «Задачи союзов молодёжи», Ленин утверждал, что коммунизм будет построен в 1930—1940 годах.

## Отношение к империалистической войне и революционное пораженчество
По мнению Ленина Первая мировая война носила империалистический характер, была несправедливой для всех участвующих сторон, чуждой интересам трудящихся. Ленин выдвинул тезис о необходимости преобразования империалистической войны в войну гражданскую (в каждой стране против своего правительства) и необходимости использования рабочими войны для свержения «своих» правительств. При этом, указывая на необходимость социал-демократов участвовать в антивоенном движении, которое выступало с пацифистскими лозунгами мира, Ленин считал такие лозунги «обманом народа» и подчёркивал необходимость Гражданской войны.
Ленин выдвинул лозунг революционного пораженчества, сущность которого заключалась в неголосовании в парламенте за военные кредиты правительству, в создании и укреплении революционных организаций среди рабочих и солдат, борьбе с правительственной патриотической пропагандой, поддержке братания солдат на фронте. Вместе с тем Ленин считал свою позицию патриотичной — национальная гордость, по его мнению была основой ненависти по отношению к «рабскому прошлому» и «рабскому настоящему».

## Возможность победы социалистической революции в одной стране
В статье «О лозунге Соединённых Штатов Европы» в 1915 году Ленин писал, что социалистическая революция не обязательно произойдёт одновременно во всём мире, как полагал Карл Маркс. Она может вначале произойти и в одной, отдельно взятой стране. Эта страна затем поможет революции и в других странах.

## О классовой морали
Не существует общечеловеческой морали, а есть только классовая мораль. Каждый класс проводит в жизнь свою мораль, свои нравственные ценности. Мораль пролетариата — нравственно то, что отвечает интересам пролетариата («Наша нравственность подчинена вполне интересам классовой борьбы пролетариата. Наша нравственность выводится из интересов классовой борьбы пролетариата»).
Как отмечает политолог Александр Тарасов, Ленин вывел этику из области религиозных догматов в область проверяемости: этичность необходимо проверять и доказывать, служит ли то или иное действие делу революции, полезно ли оно делу рабочего класса.

## Внешняя политика
Нам говорят, что Россия раздробится, распадётся на отдельные республики, но нам нечего бояться этого. Сколько бы ни было самостоятельных республик, мы этого страшиться не станем. Для нас важно не то, где проходит государственная граница, а то, чтобы сохранялся союз между трудящимися всех наций для борьбы с буржуазией каких угодно наций.— Из речи Ленина на первом всероссийском съезде военного флота 22 ноября (5 декабря) 1917 года
Сразу после Октябрьской революции Ленин признал независимость Финляндии.
Во время Гражданской войны Ленин пытался достигнуть соглашения с державами Антанты. В марте 1919 года Ленин вёл переговоры с прибывшим в Москву Уильямом Буллитом. Ленин соглашался на выплату дореволюционных российских долгов, в обмен на прекращение интервенции и поддержки белых со стороны Антанты. Был выработан проект соглашения с державами Антанты.
В 1919 году Ленину пришлось признать, что мировая революция «будет, судя по началу, продолжаться много лет». Он формирует новую концепцию внешней политики «для того периода, когда будут существовать рядом социалистические и капиталистические государства», которую характеризует как «мирное сожительство с народами, с рабочими и крестьянами всех наций», развитие международной торговли. Кроме этого Владимир Ленин призвал «использовать противоположности и противоречия между двумя группами капиталистических государств, натравливая их друг на друга» . Он выдвигал «тактику натравливания империалистов друг на друга» на период, «пока мы не завоевали всего мира». И просто разъяснял её значение: «Если бы мы этого правила не держались, мы давно, к удовольствию капиталистов, висели бы все на разных осинах». Ленин отрицательно относился к Лиге Наций из-за отсутствия «реального установления равноправия наций», «реальных планов мирного сожительства между ними».
Спад революционных волнений в капиталистических странах побуждал Ленина питать больше надежд в осуществлении мировой революции на «эксплуатируемые массы» Востока. «Теперь нашей Советской республике предстоит сгруппировать вокруг себя все просыпающиеся народы Востока, чтобы вместе с ними вести борьбу против международного империализма», — такую задачу поставил В. Ленин в докладе на 11 Всероссийском съезде коммунистических организаций народов Востока 22 ноября 1919 года. Для того, чтобы в «истории мировой революции» восточные трудящиеся массы смогли сыграть «большую роль и слиться в этой борьбе с нашей борьбой против международного империализма», по мысли В. Ленина, необходимо было «перевести истинное коммунистическое учение, которое предназначено для коммунистов более передовых стран, на язык каждого народа».
После окончания гражданской войны удалось прорвать экономическую блокаду благодаря тому, что Германия установила с СССР дипломатические отношения до смерти Ленина, подписав тогда ещё с РСФСР Рапалльский договор (1922) (первоначально предполагалось, что Ленин поедет в качестве главы советской делегации). Были заключены мирные договоры и установлены дипломатические отношения с рядом пограничных государств: Финляндией (1920), Эстонией (1920), Польшей (1921), Турцией (1921), Ираном (1921), Монголией (1921). Наиболее активно шла поддержка Турции, Афганистана и Ирана, сопротивлявшихся европейскому колониализму, и Германией.
В октябре 1920 года Ленин встретился с приехавшей в Москву монгольской делегацией, надеявшейся на поддержку побеждавших в Гражданской войне «красных» в вопросе о независимости Монголии. В качестве условия поддержки монгольской независимости Ленин указал на необходимость создания «объединённой организации сил, политической и государственной», желательно под красным знаменем.